# Rote Welle (Wüstung)

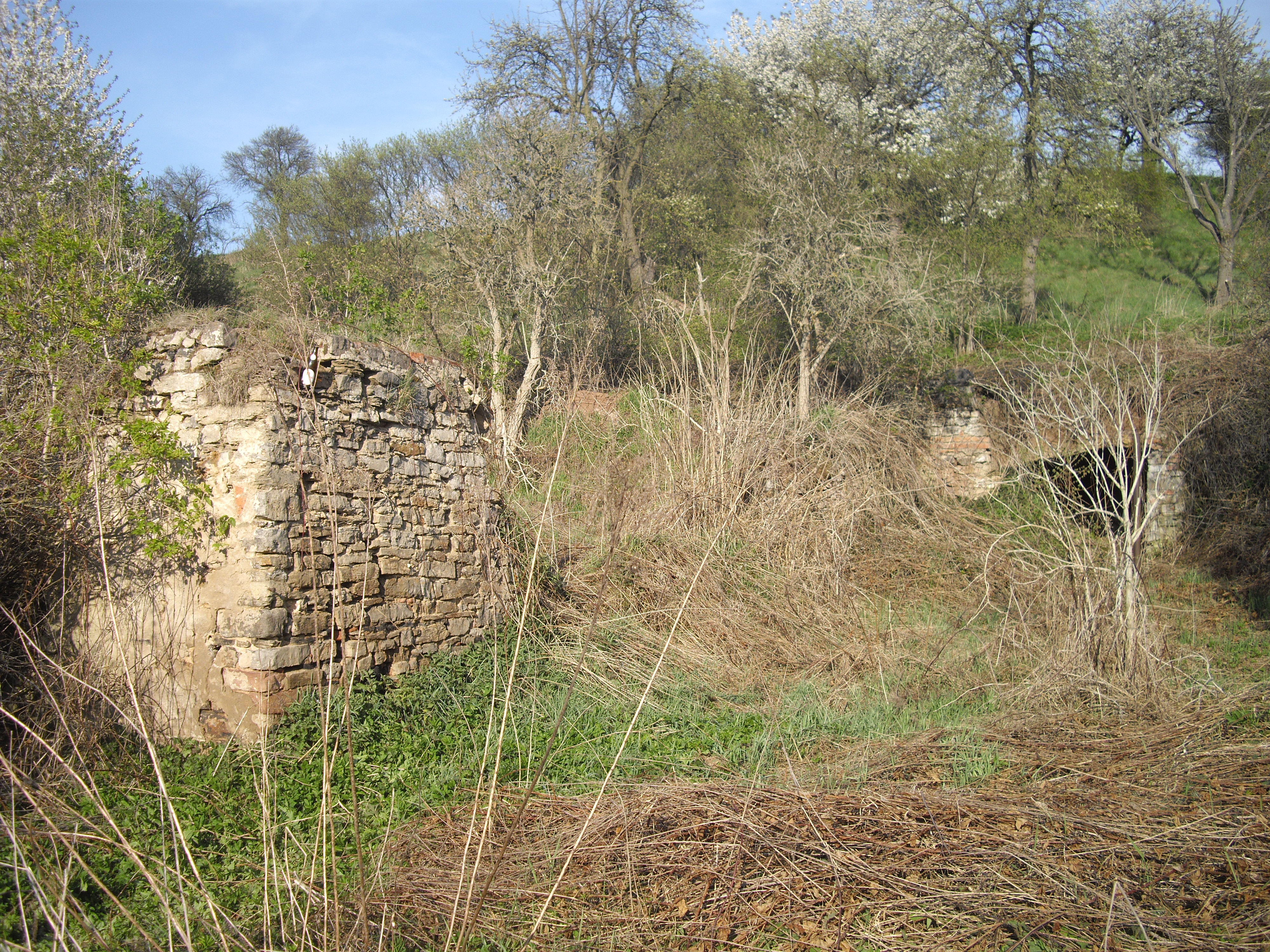
Ruine in Rote Welle

Rote Welle (auch Rotewelle) ist eine Wüstung bei Sandersleben (Anhalt) in Sachsen-Anhalt. Vom Ort sind heute nur noch Ruinen zu finden, einige stammen aus jüngerer Zeit, als es das Dorf schon nicht mehr gab.
Rote Welle liegt in einem Tal 2,3 km nördlich der Ortschaft Welfesholz im Tal des gleichnamigen Baches.
Nach der Schlacht am Welfesholz 1115 wurde Rote Welle zusammen mit den Ortschaften Lodderstedt, Nisselsdorf, Milrode, Wesenstedt und Disdorf geplündert und verbrannt.